# Сеньківська сільська рада (Бориспільський район)
| Сеньківська сільська́ ра́да — орган місцевого самоврядування в Бориспільському районі Київської області з адміністративним центром у с. Сеньківка. Населення сільради 2687 осіб. Історична дата утворення: 16 квітня 1960 року. Водоймища на території, підпорядкованій раді: р. Красилівка. Сільській раді підпорядковані населені пункти: - с. Сеньківка - с. Андріївка - с. Велика Стариця - с. Горобіївка - с. Григорівка - с. Перегуди |

## Склад ради
Рада складається з 20 депутатів та голови.

### Депутатський корпус

Сеньківська сільська рада

- Кількість депутатських мандатів у раді — 20
- Кількість депутатських мандатів, отриманих кандидатами у депутати за результатами виборів — 20

| № зп | № округу | Прізвище, ім'я, по батькові   | Дата визнання обраним | Відомості про обраного депутата            | Партія                                                                               |
| ---- | -------- | ----------------------------- | --------------------- | ------------------------------------------ | ------------------------------------------------------------------------------------ |
| 1    | 1        | Ляшенко Юрій Анатолійович     | 03.11.2010            | Освіта вища, підприємець                   | Єдиний Центр                                                                         |
| 2    | 2        | Осадчук Наталія Олександрівна | 03.11.2010            | Освіта незак.вища, Бориспільський соццентр | Єдиний Центр                                                                         |
| 3    | 7        | Лисак Надія Іванівна          | 04.11.2010            | Освіта середня                             | Єдиний Центр                                                                         |
| 4    | 9        | Якимчук Григорій Григорович   | 04.11.2010            | Освіта середня, вет.лікар                  | Єдиний Центр                                                                         |
| 5    | 11       | Кацан Валентин Михайлович     | 04.11.2010            | Освіта середня, водій                      | Партія регіонів                                                                      |
| 6    | 18       | Федюрко Юрій Михайлович       | 04.11.2010            | Освіта середня, підприємець                | Партія регіонів                                                                      |
| 7    | 20       | Давидчук Юрій Борисович       | 04.11.2010            | Освіта середня, зав.складом                | Партія регіонів                                                                      |
| 8    | 3        | Буздуган Іван Федорович       | 04.11.2010            | Освіта середня                             | Всеукраїнське об'єднання "Батьківщина"                                               |
| 9    | 4        | Чайка Віра Василівна          | 04.11.2010            | Освіта вища, директор Будинку культури     | Сильна Україна                                                                       |
| 10   | 6        | Ігнатенко Володимир Іванович  | 04.11.2010            | Освіта середня, фермер                     | Сильна Україна                                                                       |
| 11   | 14       | Коваленко Тетяна Василівна    | 04.11.2010            | Освіта середня, техпрацівник               | Сильна Україна                                                                       |
| 12   | 15       | Юшко Валентина Вікторівна     | 04.11.2010            | Освіта середня, менеджер                   | Сильна Україна                                                                       |
| 13   | 16       | Мазай Володимир Іванович      | 04.11.2010            | Освіта вища, диспетчер Аеропорту           | Сильна Україна                                                                       |
| 14   | 17       | Клушко Людмила Михайлівна     | 04.11.2010            | Освіта середня, швея                       | Сильна Україна                                                                       |
| 15   | 5        | Годований Валерій Ярославович | 04.11.2010            | Освіта середня, газоелектрозварювальник    | Політична партія «УДАР (Український Демократичний Альянс за Реформи) Віталія Кличка» |
| 16   | 8        | Курган Володимир Васильович   | 04.11.2010            | Освіта середня, інженер-механік            | Політична партія «УДАР (Український Демократичний Альянс за Реформи) Віталія Кличка» |
| 17   | 10       | Заборська Яна Миколаївна      | 04.11.2010            | Освіта середня спеціальна                  | позапартійна                                                                         |
| 18   | 12       | Кушнір Світлана Степанівна    | 04.11.2010            | Освіта середня. листоноша                  | позапартійна                                                                         |
| 19   | 13       | Діхтяр Віталій Вікторович     | 04.11.2010            | Освіта середня, ст.дільничий інспектор     | позапартійний                                                                        |
| 20   | 19       | Діхтяр Людмила Володимирівна  | 04.11.2010            | Освіта середня, продавець                  | позапартійна                                                                         |

### Сільські голови
- Ігнатенко Тарас (1914–1917) — староста села
- Кацан Хома (1917–1919) — староста села
- Мовчан Григорій Артемович (1919) — голова комітету бідняків (Комбід)
- Сидоренко Варивон Іванович (1919) — голова комітету бідняків (Комбід)
- Деркач Мусій Харитонович (1919–1921) — голова комітету бідняків (Комбід)
- Мовчан Ілля Григорович (1921–1921) — голова комітету незаможних (Комнезам)
- Стрільник Йосип Юхимович (1921–1928) — голова комітету незаможних (Комнезам)
- Веклич Григорій Іполитович (1928) — голова сільської ради
- Коваль Амвросій Свиридович (1929) — голова сільської ради
- Стрільник Йосип Юхимович (1930) — голова сільської ради
- Кацан Василь (1931) — голова сільської ради
- Остроухов Микола (1932) — голова сільської ради
- Веклич Андрій Петрович (1932–1934—) — голова сільської ради
- Чайка Тихін Кирилович (—1937—) — голова сільської ради
- Кацан Пилип Ількович (—1941) — голова сільської ради
- Сидоренко Степан Андрійович (1941) — староста села
- Ігнатенко Петро Тимофійович (1941–1943) — староста села
- Ткач Павло Іванович (1943) — староста села
- Бровар Іван Петрович (1943) — голова сільської ради
- Коротенко Марфа Іванівна (1943—194?) — голова сільської ради
- Бойко Василь Павлович (?—) — голова сільської ради
- Федюрко Костянтин Іванович (?—) — голова сільської ради
- Шевчук Іван Якович (?—) — голова сільської ради
- Діхтярьов Олександр Миколайович (?—) — голова сільської ради
- Гончаренко Віра Миколаївна (01.07.1998 — 31.10.2010) — голова сільської ради
- Желевська Любов Іванівна (31.10.2010 —)[3] — голова сільської ради